# Parnamirim Sport Club
Parnamirim Sport Club, ou apenas Parnamirim é um clube de futebol brasileiro, fundado em 14 de julho de 1985, localizado em Parnamirim, Rio Grande do Norte.. Seu atual presidente é Alcides Pereira de Carvalho, que também acumula a função de técnico da equipe.
O clube ficou conhecido nacionalmente após ficar 1.034 dias (2 anos e 10 meses) sem vencer uma partida oficial, o jejum durou entre 22 de Dezembro de 2020 - 22 de Outubro de 2023.